# Bukka White
Bukka White, pseudonimo di Booker T. Washington White (Aberdeen, 12 novembre 1906 – Memphis, 26 febbraio 1977), è stato un cantante e chitarrista statunitense esponente del delta blues. Suonava, sebbene solo marginalmente, anche il pianoforte.

## Biografia
White nacque ad Aberdeen, una località nei pressi di Houston, nel Mississippi, e si avvicinò alla musica per merito del padre, un operaio delle ferrovie, il quale era un polistrumentista che suonava il mandolino, il pianoforte, la batteria ed il sassofono.
Sotto la sua guida inizialmente imparò a suonare il violino e all'età di nove anni, dopo aver ricevuto in regalo una Stella, anche la chitarra. Curiosamente, più tardi, White donò a sua volta questa chitarra al cugino B.B. King. Già influenzato dallo stile di Charlie Patton, quando aveva 14 anni si trasferì dapprima da uno zio a Clarksdale, nel Mississippi, ed in seguito a St. Louis. Per tutti gli anni venti viaggiò e si esibì attraverso tutto il Mississippi dedicandosi parallelamente anche alla boxe.
Nel 1930 effettuò le sue prime registrazioni a Memphis per l'etichetta Victor ma per buona parte del restante decennio, messo a dura prova dalla crisi economica, non incise più nulla. Il 1937 fu l'anno del suo ritorno in sala di registrazione; su consiglio di Big Bill Broonzy infatti, si recò a Chicago per lavorare su nuovo materiale per un produttore indipendente, Lester Melrose. In quello stesso anno Bukka venne immischiato in una vicenda legale per aver sparato ad un uomo; si proclamò però innocente asserendo di aver agito per legittima difesa. In attesa di ricevere il verdetto, pagò la cauzione e ritornò a Chicago per registrare altre canzoni; alla fine venne tuttavia giudicato colpevole e fu quindi riportato nel Mississippi per scontare una pena di tre anni al Mississippi State Penitentiary chiamato anche Parchman Farm. Durante il periodo di detenzione registrò la hit Shake 'Em On Down e dei pezzi per John e Alan Lomax. Dopo la sua scarcerazione fece ritorno a Chicago e registrò altri numerosi pezzi, molti dei quali trattanti il tema del carcere e della solitudine come Parchman Farm Blues, Good Gin Blues, Bukka's Jitterbug Swing, Fixin' to Die Blues, diventati poi dei classici del repertorio delta blues.
Durante il periodo della seconda guerra mondiale Bukka si ritirò a Memphis per lavorare come operaio e sparì completamente dalle scene.
Nel 1962 Bob Dylan fece una cover di Fixin' to Die Blues grazie alla quale Bukka fu "riscoperto" da Ed Denson e John Fahey.
Verso la fine del 1963 Bukka si mise al lavoro su nuovo materiale sotto contratto con Chris Strachwitz e Arhoolie e si lanciò per vari anni in tournée in coffeshops e folk festival, continuando ad incidere sino al 1975.
Morì nel 1977 per un tumore.
Nel 1990 venne introdotto nella Blues Hall of Fame.

## Discografia

### Studio
- Mississippi Blues (Takoma, 1964)
- Sky Songs (Vol. 1 & 2) (Arhoolie Records, 1965)
- Memphis Hot Shots (Blue Horizon, 1968)
- Big Daddy (Biograph Records, 1974)

### Album dal vivo
- Country Blues (Sparkasse in Concert, 1975)

### Compilation
- Parchman Farm 1937–1940 (Columbia, 1969)
- Baton Rouge Mosby Street (Blues Beacon, 1982)
- Aberdeen Mississippi Blues 1937–1940 (Travelin' Man, 1985)
- Parchman Farm Blues (Orbis Records, 1992)
- Shake' Em on Down (New Rose, 1993)
- The Complete Bukka White 1937–1940 (Columbia, 1994)
- 1963 Isn't 1962 (Adelphi, 1994)
- Good Gin Blues (Drive, 1995)
- Shake 'Em on Down (Catfish, 1998)
- The Panama Limited (ABM, 2000)
- Revisited (Fuel, 2003)
- Aberdeen Mississippi Blues: The Vintage Recordings 1930–1940 (Document, 2003)
- Mississippi Blues Giant (EPM, 2003)
- Fixin' to Die (Snapper, 2004)
- Parchman Farm Blues (Roots, 2004)